# Tachione
Il tachione (dal greco ταχύς tachýs, "veloce") è una particella ipotetica avente massa immaginaria e velocità superiore a quella della luce.
La prima descrizione teorico-concettuale è attribuita ad Arnold Sommerfeld, mentre tentativi di interpretazione all'interno della relatività ristretta furono compiuti da George Sudarshan nel 1962. Il termine "tachione" venne usato per la prima volta da Gerald Feinberg nel 1964. Nella ricerca fisica moderna il concetto compare in vari contesti, in particolare nella teoria delle stringhe.
Il tachione viene spesso citato nella letteratura fantascientifica, sebbene di solito con proprietà solo in parte corrispondenti a quelle scientifiche.

## Proprietà di base

Rappresentazione grafica di un tachione.Dal momento che un tachione si muove più rapidamente della luce, non possiamo vederlo avvicinarsi. Dopo che ci ha superato, dovremmo vederne comparire due immagini, che si separano e allontanano in direzioni opposte. La linea nera è il fronte dell'onda d'urto della radiazione di Čerenkov, mostrata solo in un istante. Questo effetto di doppia immagine è più evidente per un osservatore che si trovi lungo il percorso di un oggetto più veloce della luce. L'immagine di destra è formata dalla luce spostata per effetto Doppler verso il blu che giunge all'osservatore posto al vertice dell'onda radiazione di Čerenkov; l'immagine di sinistra è formata dalla luce spostata per effetto Doppler verso il rosso che lascia l'oggetto dopo che questi ha superato l'osservatore.

L'ipotetica esistenza del tachione è compatibile con la teoria della relatività speciale, secondo la quale esso sarebbe una particella con un quadrimpulso di tipo-spazio, relegata a una porzione tipo-spazio del grafico energia-momento; perciò non potrebbe mai rallentare alla velocità della luce o inferiore.
Se la sua energia e la sua quantità di moto fossero reali, la massa a riposo sarebbe immaginaria, oppure se la massa a riposo e la quantità di moto fossero reali, l'energia sarebbe immaginaria. È difficile interpretare il significato fisico di una massa di valore complesso. Un effetto curioso è che, a differenza delle particelle ordinarie, la velocità di un tachione aumenta al diminuire della sua energia. Questa è una conseguenza della relatività ristretta in quanto il tachione in teoria ha una massa che elevata al quadrato è negativa. Secondo Einstein la massa totale di una particella rispetto ad un dato sistema di riferimento è la somma della sua massa a riposo e dell'incremento di massa dovuto all'energia cinetica. Se m indica la massa a riposo, allora l'energia totale è data dalla relazione:
{\displaystyle E={\frac {mc^{2}}{\sqrt {{1}-{\frac {v^{2}}{c^{2}}}}}}}
oppure:
{\displaystyle E={\frac {mc^{2}}{\sqrt {{({1}+{\frac {v}{c}}})\cdot ({{1}-{\frac {v}{c}}})}}}}
Si consideri questa relazione valida sia per i tachioni sia per le particelle comuni ("bradioni" o "tardioni"). In situazioni ordinarie questa equazione mostra che E aumenta all'aumentare della velocità, tendendo all'infinito quando v si avvicina a c, la velocità della luce. Invece se m è un valore immaginario, il denominatore della frazione deve essere anch’esso immaginario affinché il valore dell'energia rimanga nel campo dei numeri reali, visto che un valore immaginario diviso per un altro immaginario ne dà uno reale. Il denominatore è immaginario se la quantità all'interno della radice è negativa, il che avviene se v è maggiore di c. Quindi per lo stesso motivo per cui per i bradioni è impossibile superare la barriera della velocità della luce, i tachioni non possono avere velocità inferiori a quella della luce.
L'esistenza di simili particelle pone degli interessanti problemi sulla fisica moderna. Si prendano per esempio le formule della radiazione elettromagnetica e si supponga che un tachione abbia una carica elettrica (non è possibile stabilire a priori se un tachione è neutro o dotato di carica); allora un tachione in accelerazione dovrebbe generare onde elettromagnetiche come qualsiasi particella dotata di carica. Però, come si è visto, diminuendo l'energia di un tachione la sua velocità aumenta e quindi, in una situazione del genere, una piccola accelerazione ne produrrebbe una maggiore, portando ad un effetto a catena simile alla catastrofe ultravioletta.
Nel 1973 Philip Crough e Roger Clay hanno annunciato una particella più veloce della luce apparentemente dovuta ad un'ondata di raggi cosmici. L'osservazione non è stata né confermata né ripetuta.

## Causalità
La proprietà della causalità, un principio fondamentale della fisica delle particelle, pone un problema per l'esistenza fisica dei tachioni. Se un tachione esistesse e potesse interagire con la materia ordinaria, la causalità potrebbe essere violata: a grandi linee, non ci sarebbe più modo di distinguere la differenza tra il futuro e il passato lungo la linea degli eventi di una data quantità di materia ordinaria. Una particella potrebbe mandare energia o informazione nel suo passato, formando un cosiddetto loop causale. Questo porterebbe a paradossi logici come il paradosso del nonno, a meno che la teoria non sia impostata in modo da prevenirli. Attualmente una simile soluzione non è conosciuta: per esempio, il principio di auto consistenza di Novikov non è stato ottenuto all'interno di una teoria quantistica dei campi, ma deve essere imposto. Come minimo il principio di relatività speciale dovrebbe essere abbandonato. Secondo la teoria della relatività generale è possibile costruire modelli dello spaziotempo in cui alcune particelle viaggino più veloci della luce relativamente ad un osservatore distante. Un esempio è la metrica di Alcubierre. Comunque queste non sono tachioni come i precedenti, in quanto localmente non superano la velocità della luce.

### Tachioni, EPR e la proposta di Bohm
Un'altra possibilità per risolvere i paradossi causali, proposta a suo tempo da David Bohm per trattare il paradosso EPR, consiste nell'esigere l'esistenza di un sistema di riferimento privilegiato nel quale non si osservano mai segnali, pur superluminali, che si muovono indietro nel suo tempo relativo (a questo punto una specie di tempo universale in senso lato). In tal modo è impossibile creare loop temporali, in qualsiasi sistema di riferimento. L'apparente moto indietro nel tempo di alcuni segnali diverrebbe in tal caso soltanto una specie di effetto ottico. Nel sistema di riferimento privilegiato non c'è alcun moto indietro nel tempo. Questo ha come conseguenza che osservatori in moto rispetto al sistema di riferimento privilegiato non possono vedere ed emettere segnali arbitrari, ma solo quelli superluminali che si muovono in avanti nel tempo per il sistema di riferimento privilegiato. Si osservi che nel quadro della relatività ristretta subluminale non sarebbe mai possibile scoprire un simile "etere", il moto rispetto al quale però potrebbe essere rivelato misurando in ogni direzione la massima velocità in quella particolare direzione di un segnale superluminale osservabile. In tal senso i tachioni causali, o gli effetti non locali della meccanica quantistica, sono compatibili con la relatività ristretta in cui sia presente un "etere" sullo sfondo, infatti i due postulati della Relatività ristretta rimangono ancora validi, poiché la forma delle leggi naturali in forma differenziale non viene toccata (rimanendo così covarianti), ma viene aggiunta di fatto una condizione al contorno.

## Evidenze sperimentali
La rivelazione del tachione può essere stata, nella storia della fisica, un interessante campo di ricerca, teorico e sperimentale. La fisica classica non prevede per una particella una velocità limite, prima della teoria della relatività speciale non si poteva escludere che qualche corpo potesse raggiungere una velocità illimitata, nei termini matematici di limite.
Durante la fase in cui la fisica classica si evolse nell'attuale fisica moderna vi fu l'introduzione della teoria della relatività speciale di Albert Einstein.
Uno dei cambi di paradigmi fu il passaggio dal concetto che la velocità di un corpo potesse tendere all'infinito nel limite in cui la velocità massima consentita sia quella della luce nel vuoto. Non potendo essere immediatamente verificata sperimentalmente, furono molti i tentativi di mistificare l'affermazione che ammetterebbe l'esistenza di una velocità limite.
Molti degli scienziati protagonisti dell'evoluzione scientifica che portò alla formazione della fisica moderna proposero ipotesi teoriche e apparati sperimentali riguardanti l'esistenza o la rilevazione di un impulso, come una particella, che potesse superare, localmente, la velocità della luce: il tachione.
Malgrado l'elevato interesse scientifico e divulgativo che tale scoperta porterebbe con sé, è da far notare che la maggior parte della comunità scientifica non considera più, attualmente, il tachione come una particella da scoprire, bensì è considerato un errore legato alla soluzione di una categoria di equazioni, che come spesso accade in fisica, hanno un significato matematico ma non un corrispondente significato che descriva la realtà.
Oltre a non esserci prove scientifiche che dimostrino la sua esistenza, non risultano significativi apparati di ricerca sperimentali che hanno come scopo primario la rivelazione di tale particella ipotetica.

## Teorie dei campi e delle stringhe
Nella teoria quantistica dei campi un tachione è un quanto di un campo, solitamente un campo scalare, la cui massa al quadrato è negativa, quindi è espressa da un numero immaginario. L'esistenza di una particella simile comporta l'instabilità dello spazio-tempo vuoto poiché l'energia del vuoto presenta un massimo piuttosto che un minimo, per lo meno rispetto alla direzione del tachione. Un impulso molto piccolo, anche una normale fluttuazione quantistica, condurrà il campo a crollare con un accrescimento esponenziale delle altezze, inducendo la condensazione tachionica. Il meccanismo di Higgs è un esempio elementare, ma importante per capire che una volta che il campo tachionico ha raggiunto il potenziale minimo, cioè ha subito il processo di condensazione, i suoi quanti non sono più tachioni ma bosoni di Higgs, che hanno massa positiva. È importante sottolineare che anche per i campi quantistici tachionici gli operatori di campo commutano o anticommutano a punti separati tipo-spazio.
I tachioni compaiono in molte versioni della teoria delle stringhe, in particolare nelle teorie bosoniche. In questa teoria, le particelle corrispondono a stringhe che vibrano in modi particolari, e tali vibrazioni hanno effetto sulla massa della particella corrispondente; in particolare, una di queste vibrazioni corrisponde a una massa immaginaria, che si interpreta come un tachione. In una generalizzazione della teoria, nota come teoria delle superstringhe, non ci sono modi di vibrazione che corrispondono a tachioni.

## I tachioni nella fantascienza
A causa della loro natura misteriosa e in particolare della caratteristica di muoversi a velocità superluminali, i tachioni hanno spesso stimolato l'immaginazione degli autori di fantascienza: in numerose storie, infatti, sono utilizzati come mezzo per effettuare comunicazioni più veloci della luce o sono parte di qualche tecnologia per il viaggio nel tempo.
- Nel film Tomorrowland i tachioni vengono usati per osservare qualsiasi luogo in qualsiasi momento.
- Sono citati in molte serie fantascientifiche come Star Trek, Eureka o  Babylon 5 e nei fumetti PK - Paperinik New Adventures della The Walt Disney Company Italia. In particolare nell'episodio Il vascello solare della serie Star Trek: Deep Space Nine il protagonista Benjamin Sisko dimostra che una razza aliena, i Bajoriani, avevano costruito una nave spaziale a vela funzionante a vento solare, in cui i tachioni, investendo le vele, riuscivano a portarla a velocità curvatura.
- I tachioni sono particelle necessarie per realizzare i viaggi nel tempo come in Le porte di Anubis di Tim Powers o in Timescape di Gregory Benford.
- I tachioni rappresentano inoltre la pressoché unica debolezza dell'onnipotente Dottor Manhattan, personaggio dell'universo Watchmen.
- Nella Stagione 6 della serie TV "The Flash", Eobard Thawne ritorna sotto forma di tachioni negativi, fuso con Nash Wells subito dopo la Crisi.
- Nel film Land of the Lost (regia di Brad Silberling), tratto della serie TV La valle dei dinosauri del 1974, il protagonista dott. Rick Marshall (interpretato da Will Ferrell), utilizza i tachioni per aprire un varco spazio-temporale verso un'altra dimensione.